# Glomeridesmus pectinatus
Glomeridesmus pectinatus är en mångfotingart som beskrevs av Loomis 1941. Glomeridesmus pectinatus ingår i släktet Glomeridesmus och familjen Glomeridesmidae. Inga underarter finns listade i Catalogue of Life.